# Šapine
Šapine (en serbe cyrillique : Шапине) est un village de Serbie situé dans la municipalité de Malo Crniće, district de Braničevo. Au recensement de 2011, il comptait 834 habitants.

## Démographie

### Évolution historique de la population
| 1948  | 1953  | 1961  | 1971  | 1981  | 1991  | 2002  | 2011 |
| ----- | ----- | ----- | ----- | ----- | ----- | ----- | ---- |
| 1 759 | 1 788 | 1 742 | 1 695 | 1 693 | 1 632 | 1 064 | 834  |

|  |